# Refugi d'Estany Llong
El Refugi d'Estany Llong és un refugi de muntanya situat dins del terme municipal de la Vall de Boí, a la comarca de l'Alta Ribagorça, i dins el Parc Nacional d'Aigüestortes i Estany de Sant Maurici.
Es troba emplaçat a 1.985 m d'altitud, situat a l'oest del desguàs de l'Estany Llong i al nord-est dels Prats d'Aiguadassi.

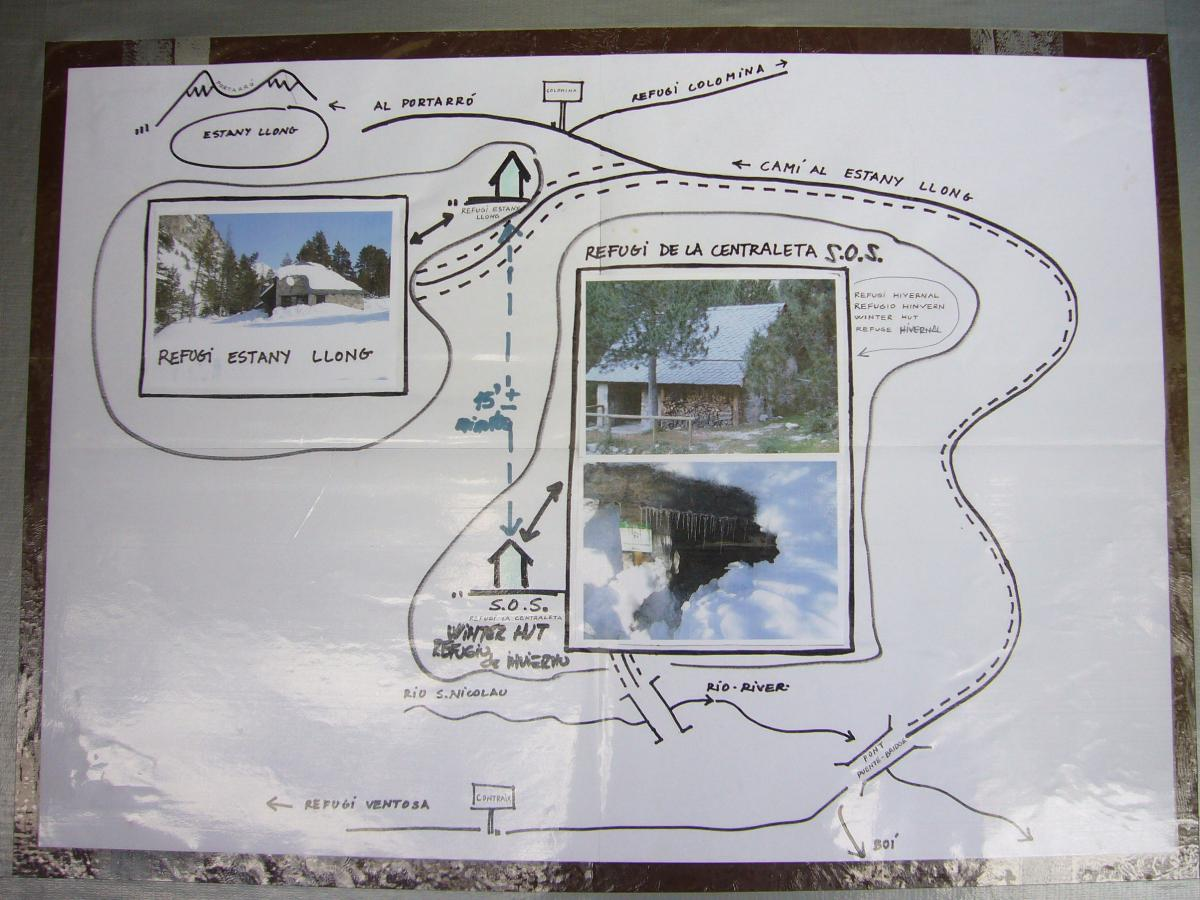
Rètol explicatiu fixat al vidre de la porta del Refugi d'Estany Llong quan no és guardat.

El refugi és obert únicament quan està guardat. El petit Refugi de la Centraleta supleix aquesta funció.
Per anar-hi cal seguir la pista forestal que neix al costat de la parada del servei de taxis del parc, a la vora del Planell d'Aigüestortes, direcció cap a l'Estany Llong, uns 3,9 km.